# Nowa Wieś (Widuchowa)
Nowa Wieś – część wsi Widuchowa w Polsce, położona w województwie świętokrzyskim, w powiecie buskim, w gminie Busko-Zdrój.
W latach 1975–1998 Nowa Wieś administracyjnie należała do województwa kieleckiego.